# ЗіС-101А-Спорт
ЗІС-101А-Спорт — один з перших радянських легкових спортивних автомобілів з кузовом родстер, розроблений та створений на заводі ЗіС. Виготовлений в одному екземплярі 1938 року в Москві. Побудований на шасі та модернізованих вузлах ЗІС-101А. Потужність двигуна збільшили на 21%, зовнішність вийшла абсолютно футуристичною, у коробки передач з'явилися конічні синхронізатори і прискорююча передача. Загальне компонування створив Пухалін. Задній міст з гіпоїдною передачею (першою в СРСР) проектував Кременецький. За розрахунками автомобіль мав розвинути 180 км/год, на випробуваннях ЗІС-101А-Спорт показав 162,4 км/год. Назва ЗІС-101А-Спорт — умовна.
Вивести машину до урядового рівня допомогло те, що автомобіль став подарунком «Матері-Батьківщини на честь ХХ-річчя ВЛКСМ».
Презентація відбулася в Колонній залі Будинку Союзів на XVII Московській партконференції
Спорткар загубився, і його доля невідома. Залишилися тільки фотографії і креслення.

## Історія

ЗіС-101А-Спорт з конструкторами

ЗіС-101А-Спорт та ЗіС-102А

ЗіС-101А-Спорт біля цеху

ЗіС-101А-Спорт біля Будинку Союзів

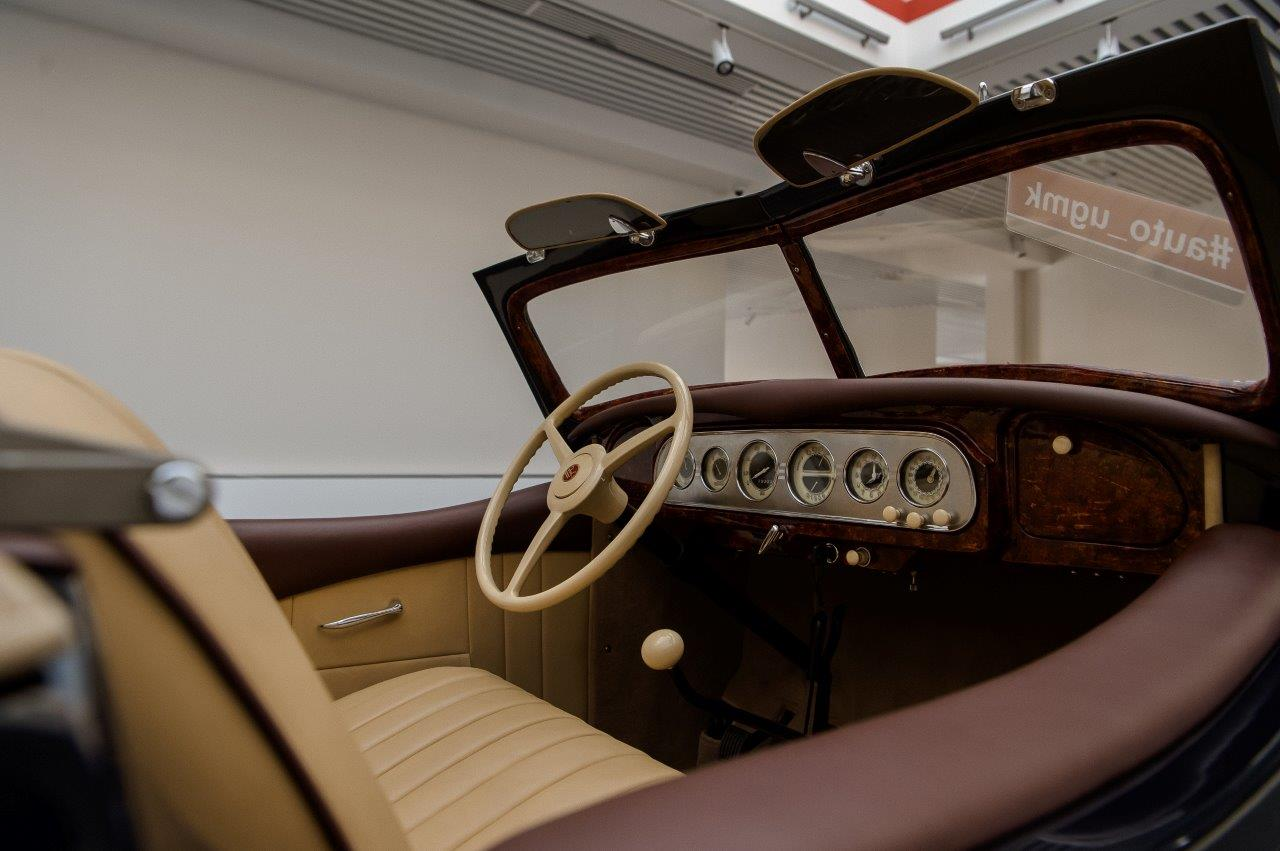

У 1938 році радянський автоспорт, незважаючи на всі старання і завзяття, знаходився в зародковій стадії. Ще було замало досвіду в проектуванні спорткарів. Для їх створення не вистачало: алюмінію для виробництва легких кузовних деталей, спеціальних шин, розрахованих на швидкість понад 150 км/год, свічок, а карбюраторів не було взагалі. Все виробництво швидкісних автомобілів обмежувалося майстрами-саморобниками і спортивними клубами. ГАЗ-ГЛ1 Євгена Агітова, підготовлений в заводських умовах, навіть близько не наблизився до світового рівня.
Стараннями окремих ентузіастів у напівкустарних умовах створювалися одиничні екземпляри спортивних машин. Команди досягали незначних результатів у швидкісних заїздах. Держава ніяк не підтримувала ці проекти: країні потрібні вантажівки та легковики, а «непотрібні» спорткари їй були нідочого. ЗіС-101А-Спорт став винятком з правил. По-перше, завод, де він створювався, носив ім'я вождя, а по-друге, машину зробили до ХХ-річчя ВЛКСМ — Всесоюзного Ленінського (а тоді ще навіть Ленінсько-Сталінського) комуністичного союзу молоді.
Працювали в КБ експериментального цеху лише три особи — молоді інженери Володимир Кременецький, Анатолій Пухалін і Микола Пульманов. Вони вирішили створити на шасі лімузина ЗІС-101 спортивний автомобіль. Цьому сприяв і той факт, що Пухалін якраз закінчував вечірній факультет МАДІ і писав диплом на тему «Швидкісний автомобіль». Вечорами та у вихідні троє інженерів з ентузіазмом працювали над кресленнями майбутнього спорткара. Кременецький розробляв для автомобіля задній міст з гіпоїдною передачею — таке рішення було абсолютно новим для радянського автопрому. Пульманов займався форсуванням двигуна від серійного ЗІС-101 — він збільшив число обертів і ступінь стиснення, змінив фази газорозподілу і впускний колектор. Для цього замість чавунної головки блоку знадобилася головка з алюмінієвого сплаву, алюмінієві поршні і шатуни, інші колінчастий і розподільний вали, карбюратор падаючого потоку замість висхідного та багато іншого.
Вивести машину до урядового рівня хлопцям допомогло те, що на заводі імені Сталіна молодь організувала рух по підготовці трудових подарунків з пафосним гаслом «Матері-Батьківщини на честь ХХ-річчя ВЛКСМ» і кожен цех в обов'язковому порядку повинен був зробити свій «подаруночок». Заводський комітет комсомолу склав відповідний список, в який комсомолець Кременецький впихнув існуючий лише на папері ЗіС-101А-Спорт. Спочатку спорткар загубився в довгому списку серед інших дрібних подарунків, але потім комітет комсомолу розгледів його як найбільш значимий. Про автомобіль стали писати журналісти заводської багатотиражки, а комсомольський комітет потихеньку почав тиснути на директора заводу Лихачова, з тим щоб він видав наказ про виготовлення машини. 17 жовтня 1938 року про проект написала «Комсомольська правда», і про подарунок дізналася вся країна — не зробити після цього машину було вже не можливо.
Розглянувши креслення, 11 грудня Лихачов видав наказ № 79, що дав життя ЗіС-101А-Спорт — в ньому буквально по днях розписувався графік створення автомобіля. Виготовлення деталей планувалося виконати до 1 червня, а їх складання та випробування на стендах — до 15 червня 1939 року. Кузов повинен був бути готовий ще раніше — до 1 травня. Всі роботи по ЗіС-101А-Спорт директор взяв під особистий контроль. Один із пунктів наказу був такий: «вести докладний графік виконання робіт зі спортивного автомобіля і про всі затримки своєчасно ставити мене до відома».
В один із днів, коли інженери прийшли в цех, автомобіля на місці не виявили. Вночі ЗіС-101А-Спорт забрав директор заводу Лихачов. Машину доставили до Колонної зали Будинку Союзів для «презентації» на XVII Московській партконференції. На першому поверсі місця не знайшлося, і автомобіль вирішили помістити у фоє на другому. Для цього напередодні ввечері проломили стіну і через отвір ЗіС-101А-Спорт робочі внесли на руках, а до ранку привели фасад будівлі в порядок. Вранці, коли партійні керівники заповнили будівлю, Лихачов виглядав переможцем. Сталін, а слідом за ним Молотов, Хрущов, Каганович та інші товариші схвалили незвичайний автомобіль.
Далі словесних схвалень справа не пішла. Побувши подарунком комсомолу і об'єктом уваги на партконференції, ЗіС-101А-Спорт виявився потрібний тільки своїм творцям. Проектну швидкість 180 км/год він не розвивав. На офіційному випробуванні автомобіль показав 162,4 км/год — його проводили влітку 1940 року на 43-му кілометрі Мінського шосе. Сам спорткар загубився, і його доля невідома. Залишилися тільки фотографії і креслення, за якими в реставраційному центрі «МолотовГараж» зараз відтворюють ЗіС-101А-Спорт. А деякі досі шукають оригінал.

## Будова автомобіля

### Кузов

Шасі автомобіля ЗіС-101А-Спорт

Цей автомобіль виготовлявся не в якійсь одній кустарній майстерні, а всіма спеціалізованими цехами величезного заводу.
За обраним ескізом Паросткова в натуральний розмір розкреслили на плазах майбутні лекала кузова. За цими лекалами зробили дерев'яний макет, а вже по ньому вручну вистукали з листового заліза кузовні панелі. Підхід до дизайну автомобіля принципово відрізнявся від усього, що було раніше. Виготовити двомісний аеродинамічний кузов на основі кузова ЗІС-101 ентузіастам навіть не спало на думку. До роботи над кузовом підключили Валентина Паросткова — кузовщика, який тільки що прийшов у конструкторський відділ заводу. Він намалював в акварелі кілька ескізів, причому абсолютно нових, які не мали нічого спільного з виглядом серійного ЗІС-101. Так на стіл «техради» лягли ескізи автомобіля, з яких було відібрано найкращий. Зовнішність ЗіС-101А-Спорт вийшла абсолютно футуристичною — низький силует з двомісним кокпітом на довгобазовим шасі, крила, об'єднані з кузовом, повітрозабірник на капоті і дверці з виїмками під лікті. Силовий агрегат був доволі довгим та тяжким і для того, щоб покращити баланс по вісям і навантажити тягові колеса двомісний кокпіт змістили назад. Каркас кузова за технологіями тих років зробили з дерева букових порід. Готовий кузов пофарбували в темно-зелений колір, відполірували і прикрасили хромованим декором, а на капот праворуч помістили напис «ХХ років ВЛКСМ». За словами того ж Пульманова, «кузов вийшов на славу, не гірше найкращих американських зразків».

### Силовий агрегат
На автомобіль встановили восьмициліндровий двигун ЗІС-101 зі збільшеним ступенем стиснення, робочим об'ємом до 6060 см³ і потужністю до 141 к.с. при 3300 об/хв. Вперше застосований карбюратор з падаючим потоком, ковані з алюмінієвого сплаву шатуни, що працюють по шийках колінчастого вала без вкладишів. За розрахунками автомобіль мав розвинути 180 км/год, але на випробуваннях ЗІС-101А-Спорт показав 162,4 км/год.
| Двигун                       | ЗіС-101     | ЗіС-101А-Спорт |
| ---------------------------- | ----------- | -------------- |
| Потужність                   | 110 к.с.    | 141 к.с.       |
| Объём                        | 5 750 см3   | 6 060 см3      |
| Кількість обертів за хвилину | 1 200 об/хв | 3 300 об/хв    |
| Максимальна швидкість        | 115 км/год  | 162,4 км/год   |

### Ходова частина
Пухалін створив загальне компонування. Переробив обидві підвіски ЗІС-101, зокрема, вони отримали стабілізатори поперечної стійкості, з'явився вакуумний підсилювач гальм. Задній міст з гіпоїдною передачею (першою в СРСР) проектував Кременецький. У переробленої коробки передач від ЗіС-101А з'явилися конічні синхронізатори і прискорююча передача.

### Технічна характеристика
- Довжина Ширина Висота, мм 5750x1900х н.д.
- база 2605 мм
- Кузов родстер
- Компонування двигун спереду, тягові колеса задні
- Максимальна швидкість 162 км/год
- Двигун бензиновий, карбюраторний, рядний
- число циліндрів 8
- робочий об'єм 6060 см³
- кількість клапанів 16
- розташування верхнє
- потужність 141 к.с. при 3300 об / хв
- Коробка передач механічна триступінчата
- Підвіска передня залежна, на поздовжніх ресорах
- Підвіска задня залежна, на поздовжніх ресорах
- Гальма механічні, барабанні, з вакуумним підсилювачем
- Електроустаткування 6 В
- Розмір шин 7.50-17

## Реконструкція автомобіля
Реконструкцію ЗіС-101А-Спорт вирішив зробити центр «Молотов-Гараж». Ідея відтворення автомобіля з'явилася більше ніж за 10 років до створення реплікара. 5 років збиралася інформація, фотографії, описання. Після довгої підготовчої роботи почалося створення самого автомобіля. 
В 2012 році в Крокус-Експо на 20-тій Олдтаймер-Галереї Іллі Сорокіна був продемонстрований зібраний реставраційним центром «Молотов-Гараж» по збереженим кресленням та фотографіям реплікар ЗіС-101А-Спорт.

## Модельна індустрія
Модель цього автомобіля виробляли різні майстерні.
- Фірма «Херсон-модельс» випускала модель чорного кольору. Крила були неправильної форми (особливо задні) та неприродно великі букви «ХХ лет ВЛКСМ» на капоті.
- Модель ЗіС-101А-Спорт випускала майстерня AGD (місто Калінінград)[3].
- Компанія «Наш Автопром» (Росія) виготовляла масштабна модель автомобіля ЗІС-101А спорт з тентом золотого кольору з металу та елементами пластмаси та гуми[4].